# Rhamphomyia flavipes
Rhamphomyia flavipes är en tvåvingeart som beskrevs av Matsumura 1911. Rhamphomyia flavipes ingår i släktet Rhamphomyia och familjen dansflugor. Inga underarter finns listade i Catalogue of Life.